# Cala Vento
Cala Vento és un grup de música català de rock format per Joan Delgado i Aleix Turon, dos amics de l'Empordà que es van agrupar l'octubre del 2014 amb la intenció de formar un duet de guitarra i bateria. Les lletres són en castellà, tot i que a Casa Linda hi ha un tema en català, castellà i basc.

## Història
El 2015 van guanyar el concurs Converse Make Noise, on el grup va tenir l'oportunitat de treballar el seu directe amb un equip encapçalat per Eric Fuentes. Amb ell de productor van gravar un disc amb BCore. També va ser semifinalista del programa Capitán Demo de Radio3 i va actuar al South by Southwest de Texas.
Cala Vento ha realitzat més de 400 concerts i tenen el seu propi estudi de gravació i el seu segell discogràfic Montgrí amb el que editen tant els seus treballs com d'altres bandes.
El disc Casa Linda està dedicat a l'escriptor Vicenç Pagès Jordà, mort l'agost del 2022. L'escriptor era oncle de Joan Delgado i Cala Vento van tocar en el comiat.

## Discografia
- Unos poco y otros tanto (EP, 2015)
- Cala Vento (BCore Disc, 2016)
- Fruto panorama (BCore Disc, 2017)
- Canciones de sobra (EP; BCore Disc, 2018)[6]
- Balanceo (Montgrí, 2019)[7]
- Casa Linda (Montgrí, 2023)[2]